# Rodolfo Ríos Garza
Rodolfo Fernando Ríos Garza, es un abogado y funcionario público mexicano, se desempeñó como procurador de Justicia de la Ciudad de México, del 5 de diciembre de 2012 al 24 de junio de 2017.
Nació en la Ciudad de México y estudió la licenciatura en Derecho en la Universidad del Valle de México, donde obtuvo el grado con mención honorífica.
Su trayectoria profesional incluye labores tanto en el sector público como privado. Como servidor público trabajó en el área de Asuntos Jurídicos del CONALEP, en 1991; en el Programa Permanente de Atención y Orientación Jurídica a la Comunidad en Solidaridad, en 1992; y fue secretario particular del Coordinador General de Actividades Procesales y Asuntos Especiales del Tribunal Federal de Conciliación y Arbitraje, en 1995.
Después se desempeñó como secretario del Tribunal adscrito a la Unidad de Controversias Constitucionales y de Acciones de Inconstitucionalidad de la Suprema Corte de Justicia de la Nación, entre 2000 y 2010 se desempeñó en diversos puestos dentro del ámbito judicial.
En el ámbito privado director general de Frisby & Serrano International Trade Consulting de México y también en el bufete de abogados León, Moreno, Mancera y asociados, donde conoció a Miguel Ángel Mancera; del cual sería su secretario particular cuando este se desempeñaba como procurador general de Justicia del Distrito Federal (en 2010). Posteriormente, fue su coordinador de Asesores y, finalmente, Mancera lo propuso como candidato a procurador general de Justicia de la capital, cargo que ocupó desde finales de 2012 y hasta su renuncia en junio de 2017. 
Ríos Garza renunció al cargo de procurador en medio de la polémica desatada por el tratamiento que la institución hizo de dos casos emblemátios: el Multihomicidio de la colonia Narvarte (que sigue sin resolución) y el Feminicidio de Lesvy Berlín (resuelto hasta octubre de 2019).
En el ámbito privado, colaboró como abogado postulante en el Bufete León, Moreno, Mancera y . También ha sido abogado postulante y profesor adjunto de diversos catedráticos.

## Distinciones y reconocimientos
- Reconocimiento en grado de Excelencia en el servicio, otorgado por la Asociación Interdisciplinaria de Juristas de México

- Presea Ignacio L. Vallarta en grado de Excelencia, otorgada por el Consejo Nacional de la Abogacía Ignacio L. Vallarta

- Sexto Premio Latinoamericano por la Vida y la Seguridad de las Mujeres y las Niñas en América Latina y el Caribe.

- Presea Celestino Porte Petit en reconocimiento a su trayectoria laboral y Académica.

- Presea Tepantlato al Mérito a la Procuración de Justicia, 2014, otorgada por la Universidad Tepantlato.

- Premio Mérito a la Procuración de Justicia, otorgado por la Revisa Foro Jurídico.

- Premio al Mérito Jurídico, otorgado por la Barra Interamericana de Abogados A.C.

- Reconocimiento por su esfuerzo y compromiso en el continuo combate a la trata de personas, otorgado por la Comisión Unidos vs. Trata.